# C.L. Moore
Catherine Lucille Moore (Indianapolis (Indiana), 24 januari 1911 - Hollywood (Californië), 4 april 1987) was een Amerikaans schrijfster van sciencefiction en fantasy. Ze maakte gebruik van de naam C.L. Moore om inkomstenbelasting te ontduiken en om het overwegend mannelijke publiek te laten denken dat zij ook een man was. Haar eerste verhaal, getiteld Shambleau, werd in november 1933 gepubliceerd in het pulptijdschrift Weird Tales. Ze vormde van 1940 tot 1958 een schrijversduo met haar toenmalige echtgenoot Henry Kuttner. Zowel Moore als Kuttner maakte in die periode gebruik van de pseudoniemen Laurence O'Donnell en Lewis Padgett.

## Werk
- 1933: Shambleau (als C.L. Moore)
- 1943: Earth's Last Citadel (met Henry Kuttner)
- 1943: Mimsy Were the Borogoves (met Kuttner)
- 1944: No Woman Born
- 1946: Vintage Season (met Kuttner)
- 1948: The Mask of Circe (met Henry Kuttner)
- 1949: Beyond Earth's Gates
- 1952: Judgment Night (verhalen)
- 1953: Shambleau and Others (verhalen)
- 1954: Northwest of Earth (verhalen)
- 1955: No Boundaries (met Henry Kuttner; verhalen)
- 1957: Doomsday Morning
- 1969: Jirel of Joiry (Paperback Library)
- 1975: The Best of C. L. Moore, bewerkt door Lester Del Rey (Nelson Doubleday)'
- 1977: Black God's Shadow (Donald M. Grant)
- 2007: Black God's Kiss ISBN 9781601250452
- 2008: Northwest of Earth: The Complete Northwest Smith (Paizo Publishing, ISBN 978-1-60125-081-0)

## Bronvermelding

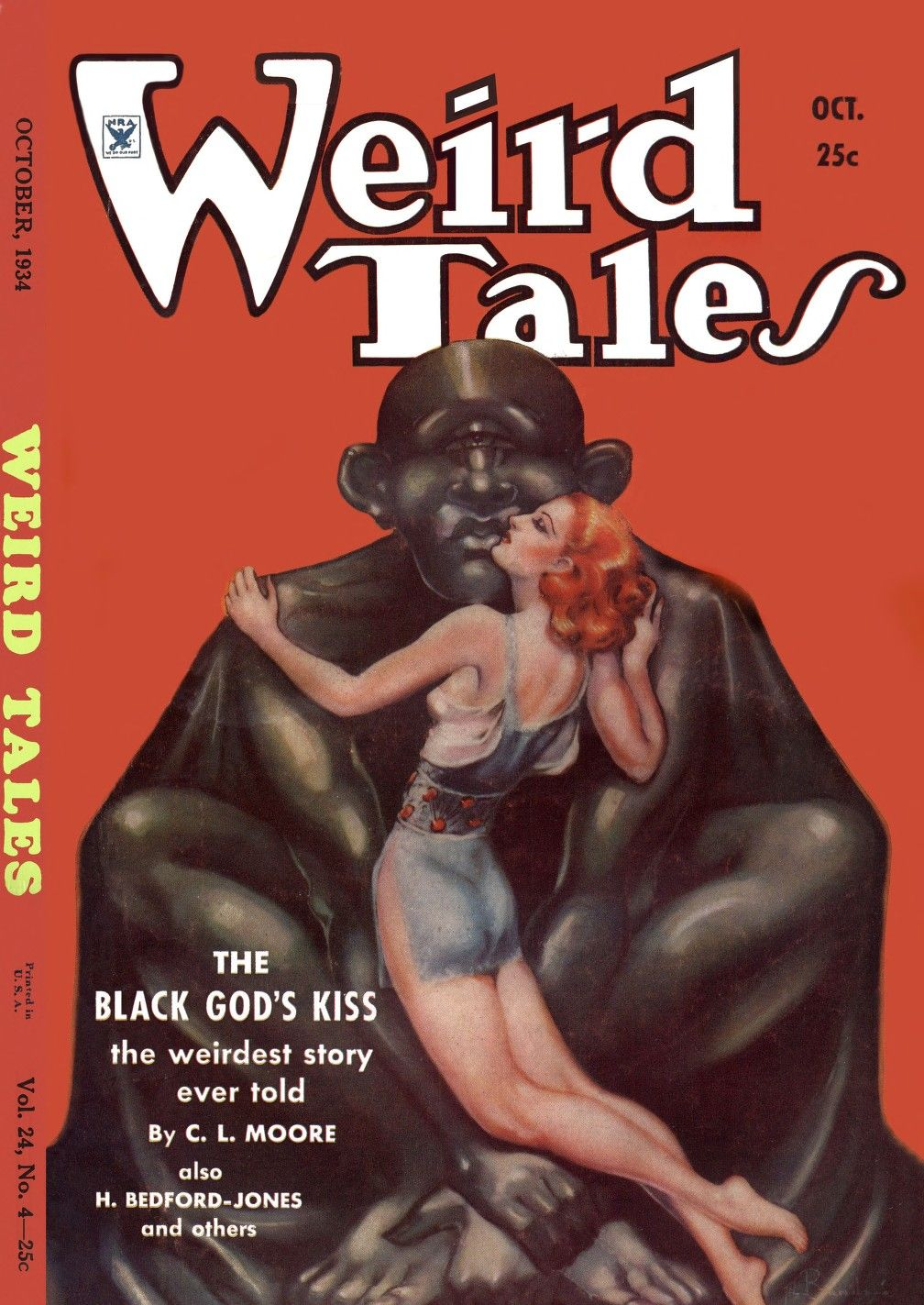
Cover van Weird Tales (oktober 1934, vol. 24, no. 4) met aankondiging van The Black God's Kiss